# Copa del Rei de futbol 1919
La Copa del Rei de futbol 1919 va ser la 17ena edició de la Copa d'Espanya.

## Detalls
La competició es disputà entre el 12 d'abril i el 18 de maig de 1919.
Equips participants:
- Biscaia: Arenas Club de Getxo
- Guipúscoa: Reial Societat
- Regió Centre: Racing de Madrid
- Regió Sud: Sevilla FC
- Galícia: Real Vigo Sporting Club
- Astúries: Sporting de Gijón
- Catalunya: FC Barcelona
- Llevant: Club Deportivo Aguileño, renuncià a participar abans de començar la competició.

## Fase final
|  | Quarts de final         | Quarts de final         | Quarts de final         |   |               | Semifinals              | Semifinals              | Semifinals              |  |             | Final      | Final      |
|  | 30 de març - 30 d'abril | 30 de març - 30 d'abril | 30 de març - 30 d'abril |   |               | 27 d'abril - 11 de maig | 27 d'abril - 11 de maig | 27 d'abril - 11 de maig |  |             | 18 de maig | 18 de maig |
|  |                         |                         |                         |   |               |                         |                         |                         |  |             |            |            |
|  | Vigo Sporting           | 0                       | 0                       |   |               |                         |                         |                         |  |             |            |            |
|  | Sporting de Gijón       | 0                       | 0                       |   |               |                         |                         |                         |  |             |            |            |
|  | Sporting de Gijón       | 0                       | 0                       |   | Vigo Sporting | 0                       | 1                       |                         |  |             |            |            |
|  |                         |                         |                         |   | Vigo Sporting | 0                       | 1                       |                         |  |             |            |            |
|  |                         | Arenas Club             | 2                       | 6 |               |                         |                         |                         |  |             |            |            |
|  | Arenas Club             | Arenas Club             | 2                       | 6 | 8             | 0                       |                         |                         |  |             |            |            |
|  | Arenas Club             |                         |                         |   | 8             | 0                       |                         |                         |  |             |            |            |
|  | Racing Club de Madrid   | 2                       | 2                       |   |               |                         |                         |                         |  |             |            |            |
|  |                         |                         |                         |   |               |                         |                         |                         |  | Arenas Club | 5          |            |
|  |                         | FC Barcelona            | 2                       |   |               |                         |                         |                         |  |             |            |            |
|  | FC Barcelona            | 6                       | 3                       |   |               |                         |                         |                         |  |             |            |            |
|  | Reial Societat          | 0                       | 1                       |   |               |                         |                         |                         |  |             |            |            |
|  | Reial Societat          | 0                       | 1                       |   | FC Barcelona  | 4                       | 3                       |                         |  |             |            |            |
|  |                         |                         |                         |   | FC Barcelona  | 4                       | 3                       |                         |  |             |            |            |
|  |                         | Sevilla FC              | 3                       | 0 |               |                         |                         |                         |  |             |            |            |
|  | Sevilla FC              | Sevilla FC              | 3                       | 0 |               |                         |                         |                         |  |             |            |            |
|  |                         |                         |                         |   |               |                         |                         |                         |  |             |            |            |
|  | Club Deportivo Aguileño |                         |                         |   |               |                         |                         |                         |  |             |            |            |

## Quarts de final
Sevilla FC classificat per l'abandonament del Club Deportivo Aguileño.

### Anada
| Arenas Club de Getxo | 8-2 | Racing de Madrid |
| -------------------- | --- | ---------------- |
|                      |     |                  |

 Estadi de Jolaseta, Getxo
| Real Vigo SC | 0-0 | Sporting de Gijón |
| ------------ | --- | ----------------- |
|              |     |                   |

 Vigo
| FC Barcelona | 6-0 | Reial Societat |
| ------------ | --- | -------------- |
|              |     |                |

 Barcelona

### Tornada
| Racing de Madrid | 2-0 | Arenas Club de Getxo |
| ---------------- | --- | -------------------- |
|                  |     |                      |

 Camp de Martínez Campos, Madrid
| Sporting de Gijón | 0-0 | Real Vigo SC |
| ----------------- | --- | ------------ |
|                   |     |              |

 Gijón
| Reial Societat | 1-3 | FC Barcelona |
| -------------- | --- | ------------ |
|                |     |              |

 Sant Sebastià

### Desempats
| Racing de Madrid | 1-3 | Arenas Club de Getxo |
| ---------------- | --- | -------------------- |
|                  |     |                      |

 Camp de Martínez Campos, Madrid
| Sporting de Gijón | 0-3 | Real Vigo SC |
| ----------------- | --- | ------------ |
|                   |     |              |

 Santander

## Semifinals

### Anada
| FC Barcelona | 4-3 | Sevilla FC |
| ------------ | --- | ---------- |
|              |     |            |

 Barcelona
| Real Vigo SC | 0-2 | Arenas Club de Getxo |
| ------------ | --- | -------------------- |
|              |     |                      |

 Vigo

### Tornada
| Sevilla FC | 0-3 | FC Barcelona |
| ---------- | --- | ------------ |
|            |     |              |

 Madrid
| Arenas Club de Getxo | 6-1 | Real Vigo SC |
| -------------------- | --- | ------------ |
|                      |     |              |

 Estadi de Jolaseta, Getxo

## Final
| Arenas Club de Getxo                                                   | 5 - 2 (pr.) | FC Barcelona                       |
| ---------------------------------------------------------------------- | ----------- | ---------------------------------- |
| Félix Sesúmaga 12', 80', 96' · Florencio Peña 116' · Ibaibarriaga 119' |             | 38' Francesc Vinyals · 55' Lakatos |

## Campió
| Campions de la Copa d'Espanya 1919 |
| ---------------------------------- |
| Arenas Club de Getxo 1r títol      |